# Église Saint-James de Gannat
L'église Saint-James est située à Gannat en France.

## Localisation
L'église est située sur la commune de Gannat dans le département de l'Allier, dans la région Auvergne-Rhône-Alpes. Elle se trouve au sud de la ville dans le quartier (ancien faubourg) Saint-James, auquel elle a donné son nom, à l'est de l'avenue Saint-James, entre le no 37 et le numéro no 39. Propriété privée, elle est enclose dans un jardin entouré de maisons et elle est difficilement visible de la voie publique.

## Description
La construction de l'église correspond au développement, au sud de l'enceinte, d'un faubourg gagné sur une zone marécageuse défrichée et favorisée par le passage du chemin de Compostelle. L'édifice a conservé l'essentiel de ses dispositions : une nef et deux bas-côtés d'égale longueur, terminés à l'est par une abside et deux absidioles. La voûte subsistant sur la dernière travée de la nef faisant office de transept est voûtée en berceau légèrement brisé. Le chœur est couvert d'une voûte en cul-de-four. Les chapiteaux sont ornés de sculptures frustes à motifs géométriques, végétaux ou animaliers. Le chœur conserve des restes de décor figuratif, sans doute du XVe siècle, comprenant un christ pantocrator inscrit dans une mandorle et, au-dessous, la figuration d'une scène jacquaire : la décapitation de saint Jacques à Jérusalem, en compagnie du scribe Josias.

## Historique
Le prieuré rattaché à l'église relevait de l'abbaye d'Issoire. L'église est vendue comme bien national en 1791. L'édifice, utilisé comme grange ou garage, se dégrada : effondrement de la voûte de la nef et des bas-côtés ; ruine des deux premières travées. Une nouvelle façade occidentale fut construite pour clore la nef dégradée ; une charpente assurait la couverture.
L'église est inscrite au titre des monuments historiques par arrêté du 11 février 2011.

## Protection
Éléments protégés : l'église en totalité, y compris ses peintures murales.